# عصام حكمي
عصام حكمي (مواليد 4 يوليو 1995) هو لاعب كرة قدم سعودي.

## مسيرة اللاعب
لعب في نادي حطين ونادي بيش.